# 山本雅基
山本 雅基（やまもと まさき、1963年10月24日 - ）は、日本の社会福祉事業家。「一般社団法人ハートウェアタウン山谷実行委員会(CCRC)」「カトリック・ヨセフ・ピタウ大司教記念福祉会」代表。
元「認定NPO法人 きぼうのいえ」施設長、同施設を運営する特定非営利活動法人きぼうのいえ理事長を務めていた。2018年6月をもって、特定非営利活動法人きぼうのいえを退職・退任した。

## 経歴
1963年に生まれ、両国で育った。
通信制の大学で西洋哲学を学び、20歳ころに日本基督教団で洗礼を受けた。1985年、日本航空123便墜落事故の報道に接し、聖職者を志す。その後、聖公会に転じて堅信礼を受けたが、さらにカトリックに改宗し、レデンプトール会の修道会志願者となって、上智大学神学部に学んだ。しかし、司祭への道は断念することとなった。
1995年、上智大学神学部卒業し、その後、難病の子どもと家族を支援する特定非営利活動法人ファミリーハウスの事務局長となる。
2002年から山谷地区に移り、一時緊急宿泊施設「なかよしハウス」、高齢の生活困窮者を看取るホスピス「きぼうのいえ」を開設し、「在宅ホスピスケア対応型集合住宅」という表現を新たに提唱して、高齢困窮者がホスピスケアを受けられる独居用アパートの運営にあたる。
2008年、社会貢献支援財団より社会貢献者表彰を妻・美恵とともに受けた。2011年には毎日新聞社会事業団より毎日社会福祉顕彰を受けた。

## 著書
- 東京のドヤ街・山谷でホスピス始めました。：「きぼうのいえ」の無謀な試み、実業之日本社、2006年
- 山谷でホスピスやってます。：「きぼうのいえ」、涙と笑いの8年間、実業之日本社、2010年（じっぴコンパクト新書）

## 関連作品
- 千葉茂樹監督 - ドキュメンタリー映画『マザーテレサと生きる』（女子パウロ会配給、2009年）
  - きぼうのいえが取り上げられ[9]、山本が出演している[2][4]。
- 山田洋次監督 - 映画『おとうと』（松竹配給、2010年）
  - 作中で大阪市西成区に設定されている「みどりのいえ」は、「きぼうのいえ」をモデルにしている[4][9]。